# بالینخو
بالینخو (به چینی: 八零后) اصطلاحی رایجی به ویژه در شهرها است که به نسلی که در بین سال‌های بین سال‌های ۱۹۸۰ تا ۱۹۸۹ در جمهوری خلق چین و پس از معرفی سیاست تک‌فرزندی به دنیا آمده‌اند، اشاره دارد. این نسل به‌طور کامل پس از دوران اصلاح‌طلبی به دنیا آمده‌اند. این نسل در حال حاضر از ۲۹ تا ۳۸ سال سن دارد و بخش عمده‌ای از جمعیت‌شناختی بالغ جوان را تشکیل می‌دهد. این نسل شامل جوان‌هایی هستند که پس از ۱۹۸۰ به دنیا آمدند و پس از آغاز «اصلاح و گشایش» چین بزرگ شدند.